# الغر (تمر)
الغر أو الغرة أو الغراء هو رطب ينتج في محافظة الأحساء ومحافظة القطيف في المنطقة الشرقية، وفي محافظة الدلم في منطقة الرياض، وفي صحراء الربع الخالي في المملكة العربية السعودية.

## الوصف
يعتبر رطب الغر من الأصناف المبكرة التي تنتج في الأحساء مع رطب رطب الطيار، والمجناز. وتُعرف واحة الأحساء بأنها أهم المناطق المنتجة للـرطب، حيث يوجد في الأحساء أكثر من مليوني نخلة للرطب، ينتج النخيل 6 آلاف طن من أنواع الرطب لـ 20 صنف مختلف. ويحصد محصول الغرة في الأيام الأواخر من شهر يونيو في صحراء الربع الخالي، وأوائل شهر يونيو في محافظة الأحساء. وتوصف نخلة الغر بجذعها القوي، وعذوقها الكثيفة والثقيلة، ويعتبر رطب الغر الصنف الثالث من رطب القطيف من حيث النضوج.

## الغر في الكويت
يطلق لقب الغر في دولة الكويت علي الأصناف المبكرة.

## فوائد الرطب
يحتوي الرطب على العديد من الفيتامينات، والمعادن، والبروتينات، والألياف الغذائية، والكربوهيدرات، ويمد الرطب الجسم بالسعرات الحرارية.